# Adélina země
Adélina země (fr. Terre Adélie) je jedním z pěti distriktů francouzského zámořského teritoria s názvem Francouzská jižní a antarktická území (TAAF), které je přidruženým územím Evropské unie. Jedná se o oblast, která nikdy nebyla trvale obydlená.
V roce 1961 vstoupila v platnost tzv. washingtonská smlouva o Antarktidě, která mj. po dobu platnosti smlouvy zakonzervovala rozdělení Antarktidy mezi jednotlivé země dle stavu v roce 1959, ale zároveň zakázala tato vlastnická práva uplatňovat. Francie, signatář smlouvy, shodně s ostatními zeměmi na svých pozastavených právech trvá, v současnosti je ale podle smlouvy prakticky neuplatňuje. Platnost smlouvy je minimálně do roku 2048.

## Přírodní podmínky
Francouzské území v Antarktidě, Adélina země, je od Francie hodně vzdáleno, leží téměř na opačné straně zeměkoule. Adélina země je nejblíže k Tasmánii, 2700 km. Území má tvar téměř rovnoramenného trojúhelníku, jehož základna dlouhá asi 350 km začíná na pobřeží u mysu Pourquoi Pas na 66° 12" jižní zeměpisné šířky a 136° 11"  východní zeměpisné délky a končí u mysu Alden na 66° 48" j. z. š. a 142° 02" v. z. d. Třetí vrchol trojúhelníku je na jižním pólu.
Plocha tohoto území je asi 432 tisíc km², což je přibližně jen 3,5 % celého kontinentu. Z obou stran je obklopeno Australským antarktickým územím, z východní Viktoriinou zemí a ze západu Wilkesovou zemí. Zcela zaledněná oblast dosahuje místy výšky až 2500 m n. m. V oceánu poblíž pobřeží Adéliny země se nachází jižní magnetický pól.
Roční průměrné teploty na pobřeží jsou -10 °C, sezónně až -30 °C, v centrální Antarktidě se v průměru blíží k -50 °C. Na pobřeží zase bývá mnohem větší rychlost větru, 30 až 70 km/h (rekordně i 320) kdežto ve vnitrozemí jen 10 až 20 km/h. Taktéž většina srážek spadne na pobřeží, uvnitř Antarktidy v průměru za rok nasněží jen 50 mm srážek. Ve vzdálenostech měřících se na desítky i stovky kilometrů daleko od pobřeží zakládají svá hnízdiště tučňák kroužkový (Pygoscelis adeliae) a vzácný tučňák císařský (Aptenodytes forsteri) a u pobřeží vyvádějí svá mláďata tuleň Weddellův (Leptonychotes weddellii) a tuleň krabožravý (Lobodon carcinophagus).

## Historie
Na území dnešní Adéliny země přistál jako první francouzský mořeplavec a objevitel Jules Dumont d'Urville dne 26. ledna 1840. Zakotvil u pobřeží s lodí Astrolabe, zabral ho jménem francouzského krále a pojmenoval po své manželce Adélina země.
Roku 1893 vyhlásila Francie tuto zemi poprvé za svou současně s řadou dalších území. Dne 24. března 1924 Francie oficiálně vyhlásila svrchovanost nad tímto územím a podřídila ji madagaskarskému guvernérovi. Francie jednala dlouze s Austrálií o stanovení hranic Adéliny země, až 1. dubna 1938 bylo dosaženo dohody, která platí dodnes. Protože po 2. světové válce byly pochybnosti o nárocích Francie na toto území, Francie urychleně pomýšlela na vyslání polární expedice.
V únoru 1950 (či již roku 1948) přivezla loď Commandant Charcot k pobřeží Adéliny země 11 mužů s 28 psy a 250 tunami materiálu, kteří tam založili první francouzskou antarktickou stanici Port-Martin, ve které strávili i zimu. Druhé přezimování tam zažilo již 17 polárníků. Koncem ledna roku 1952 ale základna zcela vyhořela. Byla vystavěna nová, provizorní s názvem Marett, asi 60 km východně od původní na ostrově Île des Pétrels v souostroví Pointe Géologie na pevninském šelfu asi 3 km od pevniny. Je tam klima relativně teplejší a méně větrné. Dne 12. ledna 1956 byla vedle ní zbudována definitivní, moderní vědecká základna Dumont d'Urville, která slouží francouzským polárníkům doposud. Ve stanici bývá přes zimu ubytováno 30 až 40 vědců, přes polární léto až 120.
V roce 1954 toto a další území přestala být Adélina země v podřízení guvernéra Madagaskaru, byla začleněna do zámořského teritoria Francouzská jižní a antarktická území.
Zásobování stanice veškerým materiálem i výměnu posádky zajišťuje ledoborec Astrolabe, který od listopadu do března vykonává 5 cest do Hobartu na Tasmánii, cesta trvá 6 až 7 dnů. Během zimy je stanice nedostupná, brání tomu zamrzlý oceán a silný katabatický vítr znemožňující přistání letadel. Největší novodobou katastrofu v Adélině zemi zažili v únoru 1998, kdy po zřícení vrtulníku zahynuli tři lidé.

## Poštovní známky
Francouzská expedice po zřízení základny používala od roku 1948 madagaskarskou poštovní známku s přetiskem TERRE ADÉLIE/DUMONT D'URVILLE. Od roku 1955 se zde používaly známky Francouzských jižních a antarktických území.

## Místní fauna

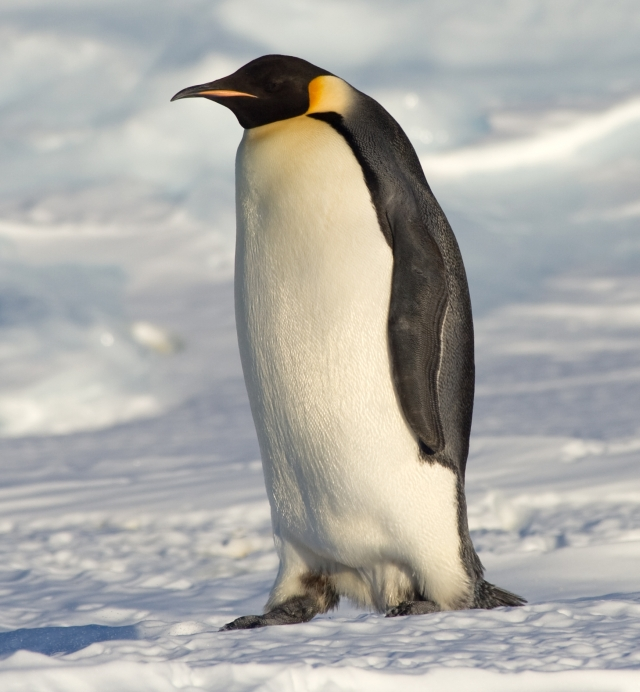
Tučňák císařský
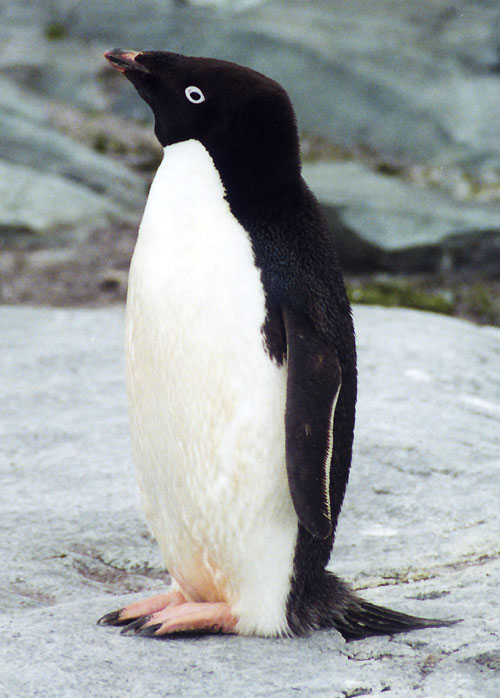
Tučňák kroužkový
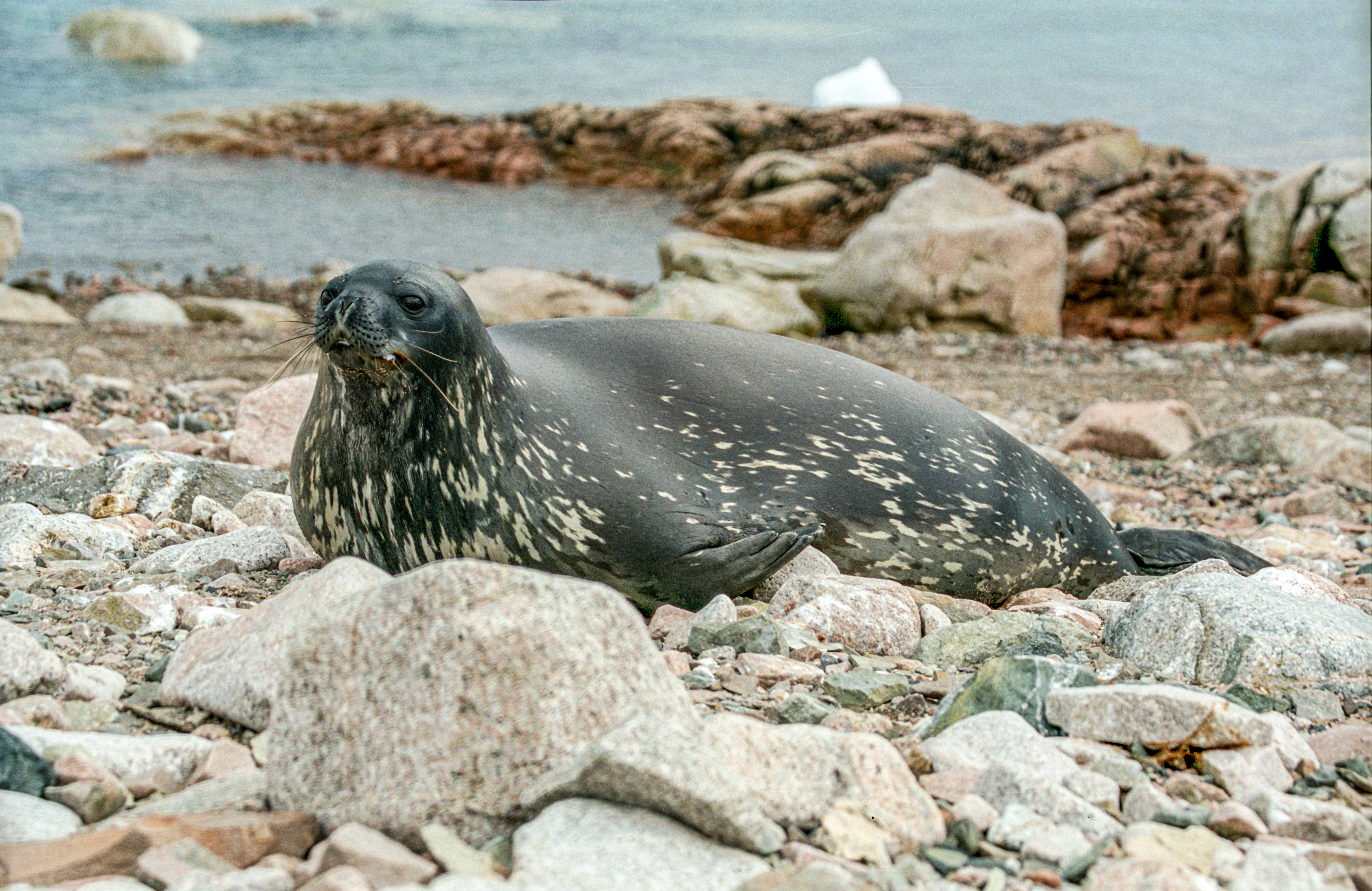
Tuleň Weddellův
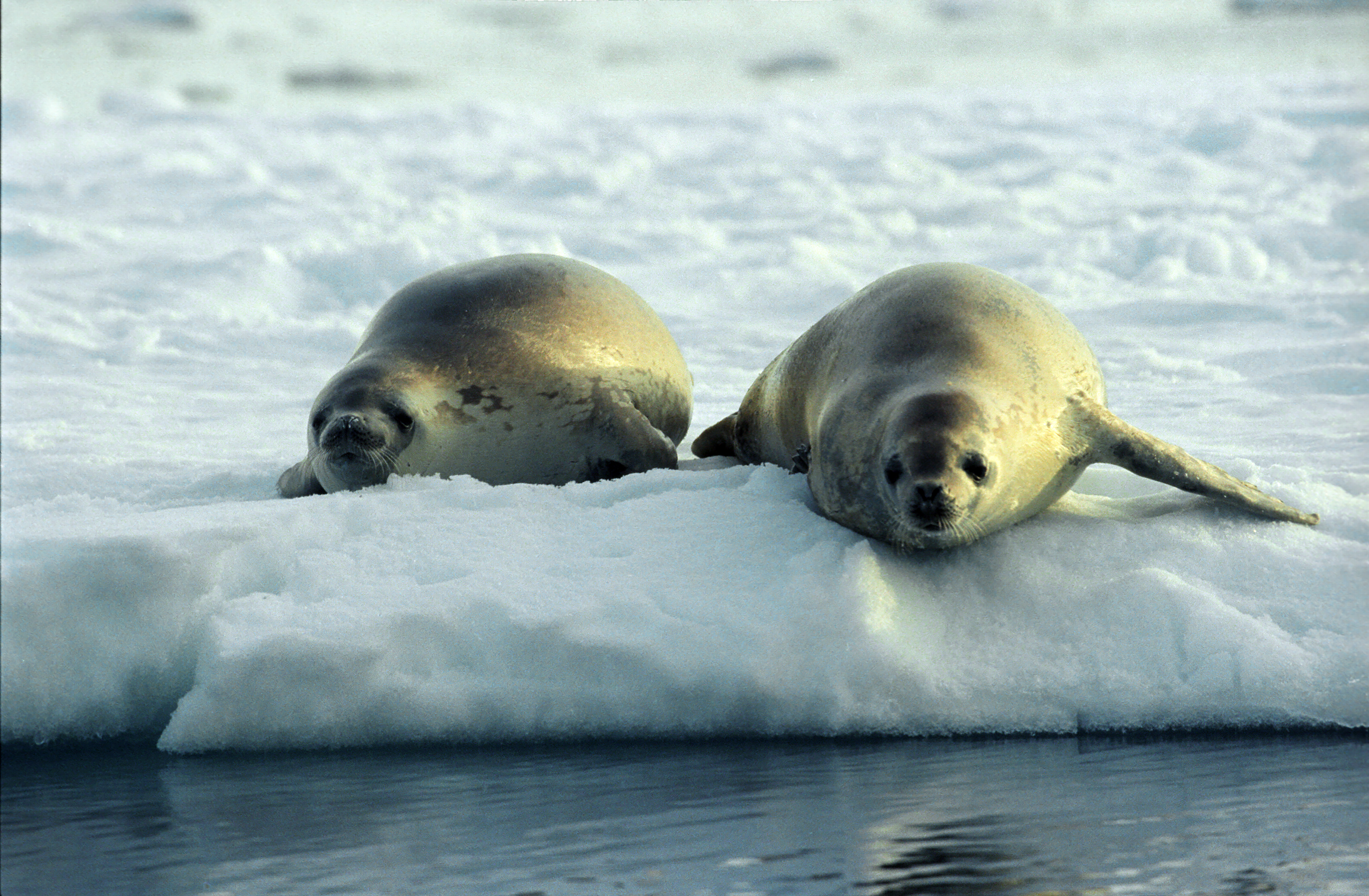
Tuleň krabožravý